# Poliesportiu d’Andorra
Die Poliesportiu d’Andorra (deutsch Andorra Sportzentrum) ist eine Mehrzweckhalle in der andorranischen Hauptstadt Andorra la Vella. Sie gehört zu einem Sportkomplex und liegt direkt hinter der Haupttribüne des 2014 eingeweihten Fußballstadions Estadi Nacional und nördlich der Sporthalle Pavelló Joan Alay mit 500 Plätzen. Der Basketballclub MoraBanc Andorra trägt seine Heimspiele im Poliesportiu d’Andorra aus. Da der Club Mitglied des spanischen Basketballverbandes Federación Española de Baloncesto (FEB) ist, tritt die Mannschaft im spanischen Ligasystem an. Von der Saison 2014/15 bis zur Saison 2021/22 war MoraBanc Andorra in der höchsten Spielklasse, der Liga ACB, vertreten. Neben Basketball finden u. a. auch Partien im Handball, Volleyball und Futsal sowie Rhythmische Sportgymnastik, Padel-Tennis, Judo oder Karate statt. 2011 war die Halle Austragungsort des Final Eight der CERH European League 2010/11.im Rollhockey.
Von 1993 bis 1996 war der damalige Festina Andorra zum ersten Mal in der höchsten Liga vertreten. Zu dieser Zeit wurde die Zuschauerkapazität mit temporären Zusatztribünen auf 5000 erhört. Um den Anforderungen der Liga ACB zu entsprechen, wurde u. a. die ursprünglich mit 3000 Plätzen ausgestattete Sportarena 2014, zum erneuten Aufstieg von MoraBanc Andorra, auf 5000 Plätze ausgebaut. Das Budget lag bei rund 785.000 Euro.